# Erehof Stavoren
Erehof Stavoren is een onderdeel van de algemene begraafplaats van de Nederlandse stad Stavoren (provincie Friesland), gelegen naast de Nederlands-Hervormde kerk aan de Voorstraat. Er staan 7 stenen, 5 stenen zijn voorzien van de volgende namen:
| Naam                     | Functie                      | Onderdeel                  | Sq           | Overleden  | Leeftijd |
| ------------------------ | ---------------------------- | -------------------------- | ------------ | ---------- | -------- |
| Harold Leonard Ferguson  | Bommenrichter                | Royal Canadian Air Force   | 298 (RAF) Sq | 15-10-1944 | 23       |
| John Campbell Luton      | Radio-operator/boordschutter | Royal Australian Air Force | 207 Sq       | 05-09-1942 | 20       |
| William Norman Partridge | Radio-operator/boordschutter | Royal Canadian Air Force   | 166 (RAF) Sq | 14-05-1943 | 22       |
| Eric Arthur Tilbury      | Piloot                       | Royal Air Force            | 83 Sq        | 13-06-1943 | 25       |
| John Kenneth Williams    | Piloot                       | Royal Air Force            | 514 Sq       | 22-01-1944 |          |

## Geschiedenis
Op 5 september 1942 stortte een Lancaster-bommenwerper, de R5755 van het 207e Squadron, ten oosten van Medemblik in het IJsselmeer. Het vermoeden bestaat dat het vliegtuig werd neergeschoten door een Duitse jager. Alle 7 bemanningsleden kwamen daarbij om het leven. Radiotelegrafist J.C. Luton ligt op dit erehof. De overige bemanningsleden zijn:
| R.G. Rowlands | Piloot               | Royal Australian Air Force        | 25 | Erehof Scharl |
| A.B. Hastings | Piloot               | Royal Air Force Volunteer Reserve | 24 | Erehof Lemmer |
| J.W. Atkinson | Boordschutter        | Royal Air Force Volunteer Reserve | 31 | Erehof Bergen |
| F.J.C. Barnes | Waarnemer            | Royal Air Force                   | 23 | Erehof Bergen |
| G. Fleck      | Boordwerktuigkundige | Royal Air Force                   | 25 | Vermist       |
| C.V. Pattison | Boordschutter        | Royal Air Force Volunteer Reserve |    | Vermist       |

De vermisten worden herdacht op het Runnymede Memorial.
Op 22 januari 1944 stortte een Lancaster, de DS 824 van het 514e Squadron, in het noordelijk deel van het IJsselmeer. De zeven bemanningsleden kwamen daarbij om het leven. Drie van hen zijn tot op heden vermist. De piloot J.K. Williams ligt begraven op dit erehof
- Sergeant W.H. Chapman ligt begraven op erehof Hindeloopen
- De boordschutter E.A. Lane en navigator L.N. Millis liggen begraven op erehof Makkum
- Sergeanten J.R. Keenen en A. Pratt, alsmede de luchtmachtofficier D.F. Henshaw, zijn tot op heden vermist

Op 15 oktober 1944 maakte een Halifax V, de LL293 van het 298e Squadron, een noodlanding op het IJsselmeer ten zuiden van Staveren. De bemanning zag kans het vliegtuig te verlaten. Bij de poging om met de dinghy de Friese kust te bereiken, raakte de bemanning in het donker het contact met Ferguson kwijt. Ferguson had problemen met zijn reddingsvest en kon niet zwemmen. Zijn lichaam werd de volgende morgen gevonden; hij was verdronken. Hij werd begraven op de algemene begraafplaats van Stavoren. De rest van de bemanning zag kans de kust te bereiken en dook, met hulp van het verzet, onder in de buurt van het Gaastmeer en overleefde de oorlog.
Het 298e Squadron was belast met speciale opdrachten gedurende de Tweede Wereldoorlog. Die nacht werden 11 Halifaxen uitgestuurd om goederen te droppen voor de Binnenlandse Strijdkrachten in Nederland. Eén Halifax, de LL293, keerde niet terug.